# BuEV Danzig
Der Ballspiel- und Eislauf-Verein Danzig (kurz BuEV Danzig) war ein Fußballverein aus dem im heutigen Polen gelegenen Danzig.

## Geschichte
Der Verein wurde am 18. April 1903 als Fußballclub Danzig gegründet. Am 9. Februar 1905 erfolgte die Umbenennung in Ballspiel- und Eislauf-Verein nachdem sich das Sportangebot des Vereins deutlich erweitert hatte. 1908 stand man im erstmals ausgetragenen Finale um die Meisterschaft des Baltenverbandes, unterlag allerdings mit 0:11 dem VfB Königsberg. Nach zwei weiteren Finalniederlagen (1909 erneut gegen den VfB Königsberg (0:1) und 1910 gegen den SV Prussia-Samland Königsberg (1:2) gewann man 1912 zum einzigen Male die Baltische Meisterschaft und war damit als erste Danziger Mannschaft für die Deutsche Meisterschaftsendrunde teilnahmeberechtigt. Dort traf man in der ersten Runde auf den Berliner TuFC Viktoria 89 und unterlag deutlich mit 0:7. Im folgenden Jahr wurde der BuEV Baltischer Vizemeister, das Finale ging diesmal erneut gegen Prussia Samland mit 1:7 verloren.

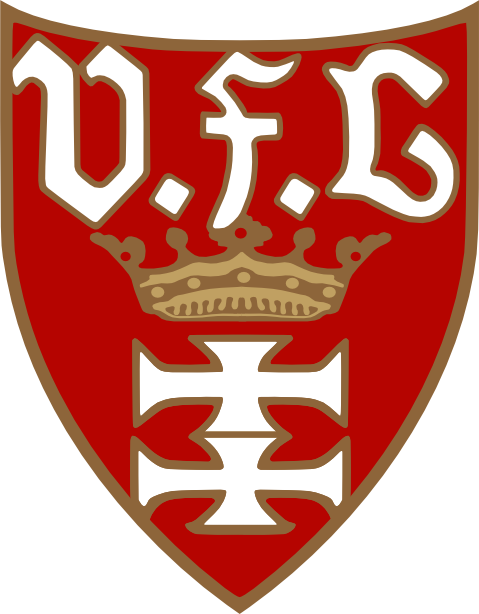
Logo des VfL Danzig

Auch in den folgenden Jahren erreichte der 1916 in VfL Danzig umbenannte Verein noch 1920 und 1926 die Endrunde um die Baltische Meisterschaft, ohne den großen Triumph wiederholen zu können. 1930 erfolgte die Rückbenennung in BuEV Danzig. Am Ende der Saison 1932/33 stand der Verein erneut in der Endrunde. Ab der Saison 1933/34 spielte der BuEV in der zunächst zweigleisigen Gauliga Ostpreußen, die von 1935 bis 1938 viergleisig war. 1935/36 stand der Verein in der Endrunde Ostpreußen, schied jedoch in der Gruppenphase aus. Dafür erreichte er erstmals die Hauptrunde des Wettbewerbs um den Tschammerpokal, schied jedoch gleich im ersten Spiel mit 2:3 n. V. gegen Hertha BSC aus Berlin aus. 1937/38 war man nochmals kurz vor dem Erreichen der Endrunde um die Deutsche Meisterschaft als man bis zum Finale in 18 Spielen 16 Siege und zwei Unentschieden errang. Im Finale unterlag die Mannschaft jedoch Yorck Boyen Insterburg (0:2, 1:1) und verpasste damit die Endrunde. Ab 1938/39 gehörte der BuEV der eingleisigen Gauliga Ostpreußen an. Einen letzten Erfolg verbuchte der Verein 1940 mit dem Erreichen des Pokal-Achtelfinales, das gegen den VfB Königsberg mit 1:5 verloren wurde. Der Verein verblieb bis zuletzt in der Gauliga, gehörte dabei von 1940 bis 1945 der neu geschaffenen eingleisigen Gauliga Danzig-Westpreußen an. 
Die Feldhandball-Abteilung des Vereins spielte 1933 bis 1935 der erstklassigen Handball-Gauliga Ostpreußen an.
Im Zuge der Eroberung der Stadt durch die Rote Armee Ende März 1945 wurde der Verein aufgelöst.

## Spielstätten
Der Verein spielte anfänglich auf dem Sportplatz des Korps-Bekleidungsamtes. Von 1916 bis zur Vereinsauflösung 1945 spielte BuEV Danzig auf der vereinseigenen Anlage im Stadtteil Reichskolonie (heute Stadtbezirk Młyniska).

## Erfolge
- Teilnehmer an der Endrunde um die Deutsche Meisterschaft 1912
- Baltischer Fußballmeister 1912

## Bekannte ehemalige Spieler
- Helmuth Bork
- Heinz Brauer
- Paul Lenhardt